# 지건우
지건우(1978년 3월 1일 ~ 2023년 8월 2일)는 대한민국의 배우이다.

## 학력
- 장훈고등학교

## 출연작

### 영화
- 《외계+인 1부》 (2022년) - 살인귀 역
- 《검객》 (2020년) - 후아삼 역
- 《1급기밀》 (2018년) - 경철 역
- 《더 킹》 (2017년) - 들개파 1 역
- 《바운티 헌터스: 현상금 사냥꾼》 (2016년) - 인천 A호텔 마스크맨 역
- 《아수라》 (2016년) - 박성배 수행원 건우 역
- 《검사외전》 (2016년) - 5년전 재소자 5 역
- 《연평해전》 (2015년) - 북한군공작원 1 역
- 《무뢰한》 (2015년) - 마약배달원 역
- 《우는 남자》 (2014년) - 변실장 수하 3 역
- 《신촌좀비만화》 (2014년) - 여사장 경호원 역
- 《변호인》 (2013년) - 형사 1 역
- 《베를린》 (2013년) - 북한요원 3 역
- 《도둑들》 (2012년) - 양복 1 역
- 《최종병기 활》 (2011년) - 나이가다 역

### 드라마
- 《보이스 4》 (tvN, 2021년) - 심영섭 역
- 《안투라지》 (tvN, 2016년)
- 《신분을 숨겨라》 (tvN, 2015년)
- 《위대한 이야기 - 원폭박치기 김일》 (TV조선 & tvN, 2015년) - 안토니오 이노키 역

### 연극
- 《늑대는 눈알부터 자란다》 (2014년)
- 《아름다운 낯선여인》 (2013년) - 게로 역